# Église Saint-Pierre-et-Saint-Paul de Saint-Pétersbourg
Pour les articles homonymes, voir Église Saint-Pierre-et-Saint-Paul.
L’église Saint-Pierre-et-Saint-Paul (en allemand : Lutherische Kirche der Heiligen Peter und Paul, ou simplement St. Petrikirche, en russe : Лютеранская церковь Святых Петра и Павла)  est une église luthérienne située sur la perspective Nevski de Saint-Pétersbourg.

## Histoire

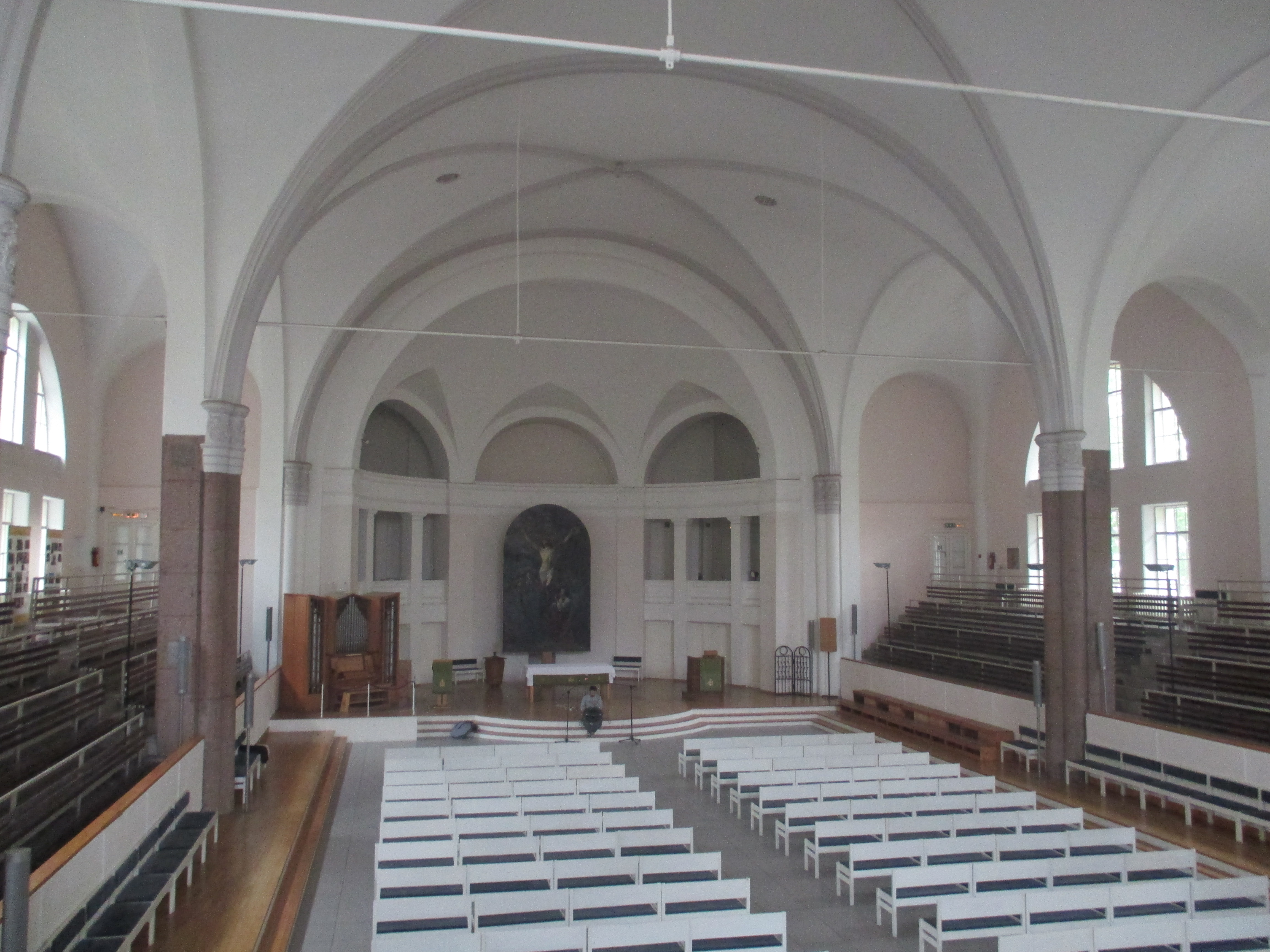
Intérieur de l'église en 2014.

Pierre le Grand permet l’édification d’églises catholiques et de temples protestants à Saint-Pétersbourg en 1705. Une église luthérienne est construite en 1708 et d’autres suivent. Le cimetière luthérien de Saint-Pétersbourg est fondé en 1747.
Pierre II de Russie donne un terrain donnant sur la perspective Nevski en 1727 pour la construction d’une église luthérienne allemande en briques. Elle est consacrée le 14 (25) juin 1730 aux apôtres Pierre et Paul, le jour du bicentenaire de la Confession d’Augsbourg.
L’église Saint-Pierre-et-Saint-Paul actuelle est construite en 1833-1837 par Alexandre Brioullov pour les luthériens d’origine allemande et consacrée le 31 octobre 1838, anniversaire de la Réformation. La célèbre Sankt Petri Schule en dépendait, ainsi qu’un hôpital et un orphelinat. La communauté de fidèles comptait 15 000 membres à la veille de la révolution de 1917.
L’église devient en 1938 le magasin (c’est-à-dire le dépôt) des décors et des costumes de théâtre du théâtre Pouchkine, puis un entrepôt de légumes. On y installe une piscine couverte en 1962. Son orgue (où a joué Tchaïkovski, comme les autres étudiants du conservatoire de Saint-Pétersbourg) est transféré en 1959 à la Philharmonie régionale de Donetsk. 
L’église est rendue au culte le 31 octobre 1992 et la paroisse est enregistrée en juin 1993.

## Voir aussi

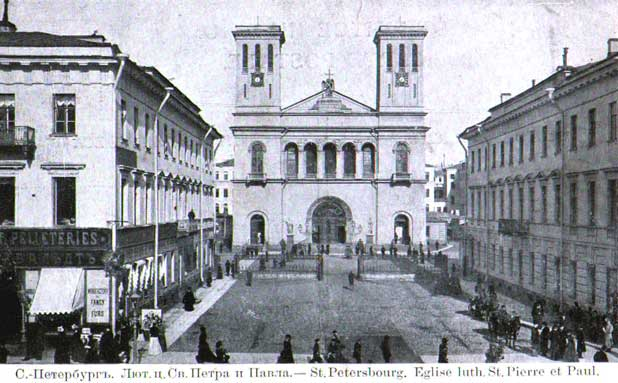
Vue de l'église vers 1900 (remarquez l'enseigne en français à gauche)